# 1062 (numero)
Millesessantadue (1062) è il numero naturale dopo il 1061 e prima del 1063.

## Proprietà matematiche
- È un numero pari.
- È un numero composto da 12 divisori: 1, 2, 3, 6, 9, 18, 59, 118, 177, 354, 531, 1062. Poiché la somma dei suoi divisori (escluso il numero stesso) è 1278 > 1062, è un numero abbondante.
- È un numero semiperfetto in quanto pari alla somma di alcuni (o tutti) i suoi divisori.
- È un numero di Harshad nel sistema numerico decimale, cioè è divisibile per la somma delle sue cifre.
- È un numero congruente.
- È un numero malvagio.
- È parte delle terne pitagoriche (1062, 1416, 1770), (1062, 3400, 3562), (1062, 4720, 4838), (1062, 10416, 10470), (1062, 31320, 31338), (1062, 93984, 93990), (1062, 281960, 281962).

## Astronomia
- 1062 Ljuba è un asteroide della fascia principale del sistema solare.
- NGC 1062 è una galassia nella costellazione del Triangolo.
- IC 1062 è una galassia nella costellazione di Boote.

## Astronautica
- Cosmos 1062 è un satellite artificiale russo.